# Шарл Албер Гоба
Шарл Албер Гоба (енгл. Charles Albert Gobat; 21. мај 1843, Трамелан — 16. март 1914, Берн) био је швајцарски правник, образовни администратор и политичар који је заједно са Ели Дикоменом 1902. године добио Нобелову награду за мир за вођство Сталним међународним мировним бироом.

## Биографија
Рођен је 21. мај 1843. у Трамелану. Био је син протестантског пастора и нећак Самјуела Гоба, мисионара који је постао епископ у Јерусалиму. Образовао се на Универзитету у Базелу, Хајделбергу, Берну и Паризу. Докторирао је право на Универзитету у Хајделбергу 1867. године.
По завршетку доктората, Гоба је почео да се бави адвокатуром у Берну, такође је предавао француско грађанско право на универзитету. Потом је отворио канцеларију у Делемону, у кантону Берн, која је убрзо постала водећа правна фирма у округу.
Након петнаест година од адвокатуре, укључио се у политику и образовање. Године 1882. именован је за надгледника јавног подучавања за кантон Берн, на којој је функцији био тридесет година. Био је напредњак у филозофији образовања и направио је многе важне реформе у образовном систему. Реформисао је систем основног образовања, стекао повећану буџетску подршку за побољшање односа наставника и ученика, подржао је изучавање живих језика и пружио ученицима алтернативо традиционално уско класично образовање успостављеним курикулумом у стручном и професионалном оспособљавању.
Добио је признања за своје радове фр. République de Berne et la France pendant les guerres de religion, који је објављен 1891. године и енгл. A People's History of Switzerland, која је објављен 1900. године.
Такође се бавио политичком каријером. Изабран је на многе важне функције. У Великом већу Берна изабран је 1882. Од 1884. до 1890. био је члан Савета Швајцарске, а од 1890. до своје смрти 1914. био је члан Националног савета, друге коморе централног швајцарског законодавног тела. И у политици и у образовању био је либерални реформатор. Године 1902. спонзорисао је неколико закона који су примењивали принцип арбитраже на комерцијалне уговоре. Гоба је сарађивао са Интерпарламентарном унијом, коју је основао 1889. Вилијам Рандал Кример, добитник Нобелове награде за мир 1903. године. Године 1892. постао је председник четврте конференције уније која је одржана у Берну. Био је генерални секретар бироа, информативног уреда који се бавио мировним покретима, међународним помирењем и комуникацијом између националних парламентарних тела. Трећа конференција уније, одржана у Риму 1891. године, успоставила је Међународни мировни биро, чији је Гоба био директор када му је 1910. додељена Нобелова награда за мир.
Умро је 16. марта 1914. на мировној конференцији у Берну.